# Сыщики в седле
«Сыщики в седле» (англ. Outriders) — австралийский телесериал, вышел на экраны в 2001 году. Особенный интерес вызывает то, что сериал был снят при поддержке двух стран, находящихся на разных концах планеты: Австралии и Германии.
Конечно, в первую очередь, сериал «Сыщики в седле» рассчитан на детскую аудиторию, но многим взрослым также будет интересно его посмотреть. А потому он считается идеальным для семейного просмотра фильмом.

## Сюжет
Действие картины разворачивается в самом центре живописной Австралии. Этот материк вызывает колоссальный интерес: прекрасные пейзажи, милые люди, удивительные животные.
В этом чудесном зелёном мире, полном невероятных тайн и неожиданностей, проходит жизнь героев сериала — группы подростков, которые будут учиться верховой езде, изучать окружающий их мир и параллельно раскрывать множество загадок, попадая в самые невероятные ситуации, но неизбежно с достоинством выходя из них.

## В ролях
- Эбби Корниш — Реджи МакДауэлл
- Оливер Экланд — Винс Фраска
- Марк Фурз — Джейк Конрад
- Луиза Хельм — Джулия Кёртц
- Кейт Рэйсон — Тори Конрад
- Саймон Скарлет — Шейн Салливан